# Avrecourt
Avrecourt ist eine französische Gemeinde mit 113 Einwohnern (Stand 1. Januar 2022) im Département Haute-Marne in der Region Grand Est; sie gehört zum Arrondissement Langres.

## Geografie
Avrecourt liegt rund 36 Kilometer südöstlich der Stadt Chaumont im Südosten des Départements Haute-Marne.

## Geschichte
Die Mechanisierung der Landwirtschaft führte zu einer Abwanderung im späten 19. Jahrhundert und im 20. Jahrhundert. Im Vergleich zu anderen Gemeinden der Region war der Bevölkerungsrückgang allerdings gering. Avrecourt gehört historisch zur Bailliage de Langres innerhalb der Provinz Champagne. Der Ort gehörte von 1793 bis 1801 zum District Langres. Zudem von 1793 bis 1801 zum Kanton Hortes und von 1801 bis 2015 zum Kanton Montigny (Name ab 1974: Kanton Val-de-Meuse). Von 1972 bis zum 1. Januar 2012 war die Gemeinde in Val-de-Meuse eingegliedert. Zwischen 1790 und 1794 wurde Serfiliers in Avrecourt eingegliedert.

## Bevölkerungsentwicklung
| Jahr                       | 1962 | 1968 | 1975 | 1982 | 1990 | 1999 | 2010 | 2019 |
| Einwohner                  | 203  | 180  | 148  | 126  | 125  | 129  | 136  | 108  |
| Quellen: Cassini und INSEE |      |      |      |      |      |      |      |      |

## Sehenswürdigkeiten
- Kirche Saint-Vinebaud aus dem Jahr 1851[1]
- mehrere Wegkreuze im Dorf selber und in Forfilliéres
- Blumengarten La grange aux fleurs